# Jakovlev Jak-23
De Jakovlev Jak-23 (Russisch: Як-23) (NAVO-codenaam: Flora) was een straaljager die in de jaren 40 werd ontwikkeld in de Sovjet-Unie. Begin jaren 50 kwam deze straaljager in dienst.

## Ontwerp en ontwikkeling
De Jak-23 werd ontwikkeld als simpele lichtgewicht straaljager op eigen initiatief van Jakovlev. Het was een doorontwikkeling van de vroegere Jak-15 en Jak-17 jagers, met hun onconventionele lay-out met de straalmotor in de neus met de uitlaat onder de cockpit. De vleugels waren afgeleid van de Jak-19. De Jak-23 gebruikte de een Sovjet kopie van de Britse Rolls-Royce Derwent-V turbojet motor, geproduceerd als Klimov RD-500. De eerste vlucht was op 8 juli 1947. Na succesvolle vluchten onderging het de staatsproeven in 1948 en werd geaccepteerd voor serieproductie. Hij werd geëvalueerd als zeer wendbaar met een goede acceleratie en start en stijg mogelijkheden dankzij de goede vermogen-gewichtsverhouding. Mindere dingen waren de stabiliteit bij snelheden rond Mach 0.86 en het gebrek aan een cockpit onder druk. Ondanks dat hij een van de beste jagers met rechte vleugels was, was hij inferieur aan de nieuwe jagers met pijlvleugels.

## Operationele geschiedenis
Het eerste vliegtuig werd geproduceerd in Tbilisi in oktober 1949. Eind '49 kwamen ze in dienst bij de Sovjet Luchtmacht, en werden ook besteld voor de export. De Jak-23 werd al snel vervangen door de gecompliceerdere MiG-15 met pijlvleugels, welk superieur was. In totaal werden ongeveer 310 Jak-23 vliegtuigen gebouwd voordat de productie stopte in 1950. Naast de jager werd ook de Jak-23UTI tweezits trainer ontwikkeld, met een instructeurscockpit verder op de neus. Bronnen verschillen over de productieaantallen en of hij überhaupt geproduceerd is.
Kleine aantallen Jak-23 werden geëxporteerd naar Tsjecho-Slowakije (20, genaamd S-101), Bulgarije, Polen (ongeveer 100), Roemenië (62), Hongarije en waarschijnlijk Albanië. Polen en Tsjecho-Slowakije verkregen ook een licentie voor de bouw van de Jak-23, maar zijn nooit gestart met de productie vanwege de komst van de MiG-15. De Jak-23's werden uit dienst genomen aan het eind van de jaren 50. Ze werden niet gebruikt in gevechten. Hoewel piloten van de VS zeggen Jak-23's te zijn tegengekomen tijden de Korea-oorlog, is dat nooit bevestigd.

### Testen door de VS
Een enkele Jak-23 kwam in het bezit van de Amerikaanse inlichtingendiensten, waarschijnlijk via Joegoslavië, in november 1953. Het toestel arriveerde gedemonteerd en werd vervoerd naar het Air Force Test and Evaluation Center op Wright Field bij Dayton (Ohio). Het werd opnieuw in elkaar gezet en operationeel gemaakt voor enkele vluchten waarbij het toestel in kleuren van de VS was gespoten. Er werd veel gedaan om de identiteit geheim te houden en er werd alleen vroeg op de ochtenden mee gevlogen. Op een moment werd het gepasseerd op de landingsbaan door een formatie F-86's. De piloten werd verteld dat het om de Bell X-5, die bijna hetzelfde ontwerp had. Na de testen en evaluaties werd het toestel weer uit elkaar gehaald en teruggeschilderd in zijn originele kleuren stilletjes teruggestuurd naar Joegoslavië.

### Records
Op 21 september 1957 vestigde de Poolse piloot Andrzej Ablamowicz twee FAI records met de Jak-23 met markering SP-GLK door in 119 seconden naar 3000 meter te klimmen en in 197 seconden naar 6000 meter. Dit toestel werd teruggetrokken in 1961, en was waarschijnlijk de laatste Jak-23 gebruikt in de wereld.

## Varianten
- Jak-23 - Jachtversie, serie gebouwd
- Jak-23UTI - Tweezits trainerversie met langere romp, aantallen onbekend
- Jak-23DC - Roemeense tweezits trainerversie. Vier jagers werden omgebouwd in 1956 door ASAM Pipera, waarvan en twee van Bulgarije waren.